# Dinko Jukić
Pour les articles homonymes, voir Jukić.
Dinko Jukić (né le 9 janvier 1989 à Dubrovnik) est un nageur autrichien spécialiste des épreuves de papillon et de quatre nages. 

## Biographie
Dinko Jukić a notamment remporté une médaille de bronze aux Championnats du monde de natation en petit bassin 2008, à la suite de la disqualification du Grec Ioánnis Drymonákos pour dopage. 
Le 27 mai 2012, aux Championnats d'Europe de natation 2012 à Debrecen Dinko Jukić a eu une altercation avec deux représentants de la Fédération autrichienne de natation (ÖSV) et un juge dans l’hôtel de l’équipe nationale autrichienne.
Aux Jeux olympiques de Londres en 2012, Dinko Jukić a terminé quatrième du 200 mètres papillon. 
En août 2012, Dinko Jukić est suspendu pour un an dont dix mois ferme par la fédération autrichienne de natation, pour son altercation lors des championnats d'Europe de natation 2012 à Debrecen.
Le 13 mars 2013, la commission de discipline de la Fédération autrichienne de natation (ÖSV) a levé la suspension d’un an, dont dix mois ferme, infligée par l’ÖSV à l’encontre de Dinko Jukić fin août 2012 pour outrages envers des responsables fédéraux en mai 2012. Selon l'avocat de Dinko Jukić, la commission de discipline de la Fédération a estimé que la direction de l’ÖSV n’était pas compétente pour prononcer une telle sanction.
Il est le frère de la nageuse Mirna Jukić.

## Palmarès

### Jeux olympiques
| Épreuve / Édition       | Pékin 2008        |
| 200 mètres papillon     | 10e 1 min 55 s 75 |
| 200 mètres quatre nages | 16e 2 min 00 s 98 |
| 400 mètres quatre nages | 15e 4 min 15 s 48 |

### Championnats du monde
| Épreuve / Édition       | Petit bassin         | Petit bassin | Petit bassin | Petit bassin | Petit bassin | Petit bassin |
| Épreuve / Édition       | Manchester 2008      |              |              |              |              |              |
| 400 mètres quatre nages | Bronze 4 min 06 s 40 |              |              |              |              |              |

### Championnats d'Europe
| Épreuve / Édition       | Grand bassin         |                      | Petit bassin         | Petit bassin         | Petit bassin | Petit bassin | Petit bassin | Petit bassin | Petit bassin | Petit bassin |
| Épreuve / Édition       | Eindhoven 2008       | Rijeka 2008          | Istanbul 2009        | Eindhoven 2010       |              |              |              |              |              |              |
| 200 mètres papillon     |                      | Argent 1 min 52 s 31 | Bronze 1 min 50 s 32 | Or 1 min 53 s 35     |              |              |              |              |              |              |
| 200 mètres quatre nages | Argent 1 min 59 s 65 |                      |                      | Bronze 1 min 54 s 93 |              |              |              |              |              |              |
| 400 mètres quatre nages | Bronze 4 min 17 s 24 | Or 4 min 03 s 01     |                      |                      |              |              |              |              |              |              |
| 4 x 200 m nage libre    | Bronze 7 min 13 s 99 |                      |                      |                      |              |              |              |              |              |              |

## Records

### Records personnels
Ces tableaux détaillent les records personnels de Dinko Jukić en grand et petit bassin au 24 juin 2011.
| Épreuve                 | Temps         | Compétition                              | Lieu         | Date            |
| 100 mètres papillon     | 52 s 03       | Championnats d'Autriche de natation 2009 | Vienne       | 27 février 2009 |
| 200 mètres papillon     | 1 min 54 s 42 | Championnats du monde 2009               | Rome         | 28 juillet 2009 |
| 200 mètres quatre nages | 1 min 59 s 18 | Championnats d'Autriche de natation 2009 | Sankt Polten | 9 août 2009     |
| 400 mètres quatre nages | 4 min 15 s 48 | Jeux olympiques 2008                     | Pékin        | 9 août 2008     |

| Épreuve                 | Temps         | Compétition                                | Lieu     | Date             |
| 200 mètres papillon     | 1 min 50 s 32 | Championnats d'Europe en petit bassin 2009 | Istanbul | 12 décembre 2009 |
| 200 mètres quatre nages | 1 min 53 s 81 | Championnats d'Europe en petit bassin 2009 | Istanbul | 10 décembre 2009 |
| 400 mètres quatre nages | 4 min 03 s 01 | Championnats d'Europe en petit bassin 2008 | Rijeka   | 12 décembre 2008 |